# Nicolas-Louis Juteau
Pour les articles homonymes, voir Juteau.
Nicolas-Louis, chevalier Juteau (5 octobre 1759, Saumur - 25 octobre 1818, Montbizot), est un homme politique français.

## Biographie
Reçu avocat au parlement de Paris en 1780, devint juge civil et criminel à La Suze en 1781, bailli du comté, procureur au présidial de Mamers en 1789, accusateur public près le tribunal civil de Mamers en 1790, accusateur public près le tribunal criminel de la Sarthe en 1791, procureur municipal au Mans en 1792, fut réélu aux fonctions d'accusateur public en l'an IV, et fut nommé procureur général en l'an VIII. 
Membre de la Légion d'honneur le 25 prairial an XII, créé chevalier de l'Empire le 1er avril 1809, il fut élu, le 9 mai 1815, représentant à la Chambre des Cent-Jours par le collège de département de la Sarthe. Le gouvernement de la Restauration le maintint dans les fonctions de procureur du roi près la cour d'assises de la Sarthe jusqu'au 1er janvier 1816.
Il est le beau-père de Constant Paillard-Ducléré et de Jean-Jacques Duboys.